# Михал Хасик
Михал Хасик (слч. Michal Hasik; Кулпин, 27. април 1946 — Кулпин, 21. март 2021) био jе српски сликар и графичар пореклом Словак и може се сврстати у значајније сликаре словачке националне мањине у Војводини, који се истакао у умешношћу портретирања и уметности исецања маказама којом се ретко ко бавио у савременој уметности у Србији.

## Дело и биографија
Михал Хасик, рођен 27. априла 1946. године у Кулпину. Још као ђак показао је велики таленат за сликање и цртање био запажен од учитеља сликања и имао је своје радове на школским манифестацијама. Родитељи су му били сиромашни и нису имали средстава да би га школовали па је уписао и завршио занат и као квалификовани радник отишао је за послом у Немачку. 1968. године у Солингену поред рада бавио се и сликарством и уписао је „Volks Hoch Schule“ Солинген и апсолвирао курсеве цртања и портрета као и Интернационалну школу примењених графичара –„Famous International Schule“ Минхен где је 1972. године стекао диплому примењеног графичара. Рано је почео да ради портретирање и нарочито после завршених курсева за портретирање у Солингену у класи професора Радемахера и Бартнута а поред тога бавио се и исецањем маказицама (ова уметност код нас није развијена а развијена је у Кини, Јапану а у савременој уметности најме у Енгеској, Француској, Холандији и нарочито Пољској). Исецаље профила је радио веома спретно и брзо те где год се појави изазивао је велику пажњу и гостовао је на многим сајмовина и на изложбама.
Године 1984. постао је члан Удружења солингенских уметника. На изложби у Дуизбургу је једини представник из Југославије који ради исецења маказама. Од 1995. године био је слободан уметник у Немачкој и живео је тада већ само од сликарства. Непрестано је излагао на групним изложбама у Солингену, Дуизбургу, Диселдорфу и у Штрасбургу, у Француској а поред тога излагао је и у родном селу Кулпину и у Бачком Петровцу, Ковачици, и у Словачкој у Братислави.
Михал Хасик у почетку ради начином наивних сликара и пријатељи се са Мартином Јонашем али се након студија опредељује за реалистичке приказе, експресионизам, све до фотореализма у портретирању и апстракције. Свој сликарски занат показао је на бројним портретима а његова посебност је исецанје маказама као уметност и врста уметничког заната, коју је посебно гајио и овако је реализовао портрете које је могао да исеца маказама са рукама подигбутим у висину и без гледанја и праћенја свог рада очима а да то није оставило трага у квалитету дела тако да је био атракција нарочито на сајмовима где су га у рекламне сврхе ангажовале многе светске твртке.
80-их година 20. века био је члан“ и активни сведок догађаја око организације и оживљавања активности ликовног живота Словака у Бачком Петровцу око бивше „Галерије блатно“ која је била покретачка снага у ликовном животу војвођанских Словака и у којој су главне улоге имали академски сликари Михал Кираљ, Павел Чањи и Владимир Ваљентик и која је након политичких смицалица општинских и покрајинских структура тзв. „случаја Галерије блатно“ она ипак обновила рад и касније прерасла у „Галерију Зуске Мадведјове“ која још увек игра значајне улоге у догађајима у уметности словачке мањине у Војводини као и Галерија Бапка у Ковачици.
Члан је Ликовних уметника у Бачком Петровцу и секције ликовних уметника Матице словачке у Кулпину.
У Бачком Петровцу је отворио своју галерију слика под иманом „Прва“ у којој је прославио годишњицу 50 година стваралачког рада ретроспективном изложбом која чини сталну поставку ове галерије а живео је и стварао у Кулпину.

## Значајније самосталне изложбе
- 1966. у школи Тонета Чуфарија у Љубљани,
- 1974. у Народном музеју у Бачком Петровцу,
- 1976. у дворцу породице Дунђерски у Кулпину,
- 1977. у Галерији Бапка у Ковачици,
- 1979. у сали Бургертреф у Леихлингену,
- 1981. у саунасали у Леихлингену,
- 1985. у Дојчебанк у Солингену,
- 1989. у просторијама солингенског удружења уметника у Солингену,
- 1990. у Дојчебанк у Солингену,
- 1991. у Галерији Зуске Медведјове у Бачком Петровцу,
- 1996. у Ратхаус (већница) у Солингену,
- 2002. Стадтбиблиотек у Солингену
- 2003. Ретроспективна изложба у Пољопривредном музеју у Кулпину,
- 2005. у сали Под липами у Гложану.